# Дербі протоки
Дербі протоки (італ. Derby dello Stretto) — футбольний матч між двома італійськими клубами — «Реджиною» з міста Реджо-ді-Калабрія і «Мессіною» з однойменного міста. Дербі отримало назву через Мессінську протоку, що розділяє регіони Калабрія і Сицилія. Дербі протоки проходило в різних за рівнем лігах Італії, здебільшого у нижчих дивізіонах, кілька матчів було зіграно в Кубку Італії.

## Історія
Перший матч між командами було зіграно в 1924 році. Тоді обидва клуби мали зовсім інші імена («Мессіна» — U. S. Peloro, а «Реджина» — Reggio F. C.). Матч закінчився перемогою команди з Сицилії з рахунком 2:1. У наступній грі, яка відбулася 14 квітня 1924 року, перемогли амарантові — 3:2. Найбільший рахунок в історії дербі був зафіксований 15 січня 1939 року в рамках Серії С сезону 1938/39. Тоді «Мессіна» розгромила клуб з Калабрії з рахунком 12:0, покер на рахунку Адріана Дже.
Останні 6 зустрічей між «Реджиною» і «Мессіною» пройшли в італійській Серії А. Перший з 6 матчів відбувся 31 жовтня 2004 року: в ньому зафіксована перемога жовто-червоних з рахунком 2:1. 13 березня «Мессіна» здобула перемогу в матчі-відповіді (2:0). За підсумками сезону 2004/05 «Реджина» опинилась на 10 місці в Серії А, а «Мессіна» — на 7-му, причому розрив між командами становив 4 очки. У наступному сезоні команди спочатку зіграли внічию 1:1, а в повторній зустрічі стався розгром сицилійської команди «Реджиною» з рахунком 3:0. У сезоні 2006/07 відбулися дві останні зустрічі. У них команди здобули по одній перемозі: 20 вересня 2006 року виграла «Мессіна» (2:0), а 18 квітня 2007 року здобула перемогу «Реджина» (3:1). За підсумками сезону «Мессіна» зайняла останнє місце і вилетіла в Серію В, а через один сезон Серію А покинула вже «Реджина». Але на початку 2008 року клуб з Сицилії був визнаний банкрутом, і в даний час виступає в Серії D.
Згодом команди зустрічались у Лезі Про, третьому дивізіоні країни, у сезонах 2014/15 та 2016/17, але обидва рази після одного сезону протистояння припинялись.

## Статистика
| Турнір                 | Кількість ігор | Перемоги Мессіни | Перемоги Реджини | Нічиї |
| ---------------------- | -------------- | ---------------- | ---------------- | ----- |
| Серія A                | 6              | 3                | 2                | 1     |
| Серія B                | 18             | 6                | 6                | 6     |
| Серія С                | 35             | 16               | 13               | 6     |
| Кубок Італії           | 4              | 2                | 1                | 1     |
| Кубок Італії (Серія С) | 12             | 5                | 5                | 2     |
| Всього                 | 75             | 32               | 27               | 16    |